# Malmgren Bay
Die Malmgren Bay (in Chile Bahía Sobenes genannt) ist eine Bucht an der Westseite der Renaud-Insel im Archipel der Biscoe-Inseln westlich der Antarktischen Halbinsel. Sie liegt unmittelbar nördlich des Speerschneider Point.
Erstmals verzeichnet ist sie auf einer argentinischen Landkarte aus dem Jahr 1957. Das UK Antarctic Place-Names Committee benannte sie 1959 nach dem schwedischen Meteorologen und Polarforscher Finn Adolf Erik Johan Malmgren (1895–1928), der 1927 einen bedeutenden Studienbericht über die Eigenschaften von Meereis veröffentlichte. Namensgeber der chilenischen Benennung ist das Frachtschiff Sobenes.